# Enric II de Borbó-Condé
Enric II de Borbó-Condé (Saint-Jean-d'Angély 1588 - París 1646) fou Príncep de Condé, governador de Borgonya, governador de Berry (1612-1615), duc de Montmorency, duc d'Albret, duc d'Enghien, duc de Bellegarde, príncep de sang, Comte de Sancerre (1640-1646), par de França..
Fill pòstum d'Enric I de Borbó-Condé, no va conèixer sa mare Charlotte doncs va estar empresonada arran de la sospita d'intoxicació plantejada per la sobtada mort del seu marit. Enric IV de França que es va fer càrrec de l'educació del jove príncep en la fe catòlica. Casat per conveniència amb Carlota Margarida de Montmorency, amant d'Enric IV de França, i fuig amb la seva dona a Brussel·les, causant les primeres tensions entre el Regne de França i les Espanyes.
Va tornar a França sota la regència de Maria de Mèdici. Igual que altres grans aristòcrates, envejava la presència en el poder de la regente i la influència dels seus favorits, inclòs l'italià Concino Concini, en detriment dels prínceps de sang. Fomenta coalicions de prínceps contra el govern de 1613 quan la generositat de la corona s'asseca per manca de diners, però els nobles van deixar les armes arran del tractat negociat per Condé amb la regente a Sainte-Menehould, el 15 de maig de 1614 per la qual les noves pensions són concedides per la corona, i el pacte matrimonial amb Espanya, suspès per la celebració dels Estats Generals. Els Estats Generals no van donar satisfacció a la noblesa, però si via lliure a Maria de Medicis.
Els matrimoni entre Lluís XIII de França amb la princesa Anna d'Espanya se celebrà el 1615. La ira de les grans flames es reprèn. Condé aconsegueix un nou tractat amb la regente el 3 de maig de 1616 i accepta entrar en el consell real, però l'1 de setembre va ser detingut i dut a castell de Vincennes, on va romandre durant uns anys.
Alliberat per Lluís XIII, es comporten com un fidel serf del rei, participant en nombroses campanyes realitzades pel mateix. En 1622, va liderar una campanya al sud, ocupant Nègrepelisse, i assetja Montpeller, però l'ha d'aixecar després de sis setmanes per una epidèmia declarada en el seu campament.
Durant la Guerra dels Trenta Anys va haver de lluitar al Franc Comtat en 1636 i assetjar Hondarribia el 1638 i després de prendre de Salses no va poder aixecar el setge de Salses amb el seu exèrcit de socors.
Durant la Guerra dels Segadors va liderar la conquesta dels comtats el 1642, amb els setges Cotlliure, Perpinyà i Salses

## Descendència
Enric i Charlotte van tenir els següents descendents:
- Anna Genoveva de Borbó-Conde, duquessa de Longueville (1619-1679)
- Lluís II de Borbó-Condé (1621-1686),el Gran Condé, victoriós a la batalla de Rocroi
- Armand de Borbó-Conti (1629-1666), príncep de Conti, casat amb Anna Maria Martinozzi (1639-1672).